# 伯林 (漫画家)
伯林（はくばやし）は、日本の漫画家。大阪府出身。ペンネームの由来はベルリンの漢字表記から。

## 略歴
- 『週刊少年チャンピオン』において、第52回週刊少年チャンピオン新人まんが賞を受賞[1]。
- 2000年、『週刊少年チャンピオン』増刊号にて「眇（すがめ）」でデビュー[1]。

## 作品リスト

### 連載
- しゅーまっは（『週刊少年チャンピオン』2000年47号 - 2002年51号、全7巻）
- 最強委員長（『チャンピオンRED』2002年10月号 - 2003年3月号）
- 竜宮戦記（『月刊少年エース』2004年、全1巻）
- ふぁにぃみゅうじあむ（『月刊少年シリウス』2006年6月号 - 2008年5月号、全2巻）
- まじらぼ（『月刊ヤングチャンピオン烈』2007年Volume.10 - 2011年No.3、既刊1巻）
- ふぁにぃわーるど（『月刊少年シリウス』2008年6月号 - 2009年5月号、全1巻）
- ケモノシマ（『コミックフラッパー』2012年12月号 - 2014年9月号、全3巻）、監修:パンク町田
- 極上探偵活劇 Mr.PREMIUM（『週刊ジョージア』2015年8月31日 - 2015年10月6日、全3話）、原作:瀬名快伸[3]
- エンドライド 〜Gleam of Dawn〜（『ComicWalker』[4]『コミッククリア』[5]2016年 - 2017年、全2巻）、監修:エンドライド製作委員会
- メダロット再〜リローデッド〜（『マンガほっと』内連載「週刊メダロット通信」2017年12月27日 - 2023年2月12日）、監修:イマジニア

### 読切
- 眇（『週刊少年チャンピオン』2000年増刊号）
- 実録鳥人間コンテスト（『月刊少年エース』2001年8月号） - 『しゅーまっは』第3巻に収録。
- 先輩と俺のサイエンスフィクション（『コミッククリア』2010年6月25日） - 『S（スコシ）F（フシギ）ガールズ!』（2011年、エンターブレイン〈ファミ通クリアコミックス〉）に収録。
- 武蔵と小次郎（『コミックフラッパー』2011年6月号）

## 師匠
- 近藤るるる

## 事件
2001年4月、匿名掲示板2ちゃんねるにおいて、伯林の高校時代の同級生が｢『伯林』というペンネームは、俺の本名から取ったものだから改名しろ｣と書き込んだものに始まり、その内容が次第にエスカレートして、伯林の個人情報の漏洩、誹謗中傷、脅迫に及んだため、2002年2月、伯林は慰謝料550万円と個人情報漏洩の差し止めを求めて東京地方裁判所八王子支部に訴えを起こす。しかしそれでも中傷は続き、更には被告人となった同級生は裁判に一度も出廷しないなど、異常な事態のまま裁判は結審。2002年8月29日、裁判官は被告側に550万円の慰謝料支払いと個人情報侵害行為の差し止めを命ずる判決を言い渡した。